# Rakovec (přítok Litavy)
Rakovec je potok nebo spíše říčka, protékající okresy Blansko a Vyškov. Délka toku je 37,1 km. Plocha povodí měří 142,7 km².

## Průběh toku
Rakovec pramení tři kilometry jihovýchodně od obce Jedovnice a na svém horním toku protéká přírodním parkem Rakovecké údolí. Jeden z pramenů Rakovce se nachází ve stejnojmenné přírodní rezervaci, jenž je součástí PřP Rakovecké údolí. Potok dále protéká přes obec Račice-Pístovice a Nemojany, kde se jeho tok obrací ze směru jihovýchodního na jihozápadní a protéká přes Tučapy, Komořany, Rousínov, Velešovice, Holubice a Křenovice.

U obce Hrušky se vlévá do Litavy na jejím 20,4 říčním kilometru.